# Héctor P. Agosti
Héctor Pablo Agosti (Buenos Aires, 20 de agosto de 1911-Buenos Aires, 29 de julio de 1984), fue un ensayista, político y periodista, que se desempeñó como secretario de cultura del Partido Comunista (Argentina) y escribió con los seudónimos de Adriano Adriani, Adrián Adriani , Aguirre, Horacio Cárdenas, Hugo Lamel, Pablo Stylo y Hugo Vilanova. Fue un autor comprometido con la izquierda marxista y uno de los intelectuales más relevantes del PCA que hizo conocer en la región la obra del ideólogo italiano Antonio Gramsci.

## Iniciación en la política
Nació en un hogar modesto en el barrio de Balvanera de la ciudad de Buenos Aires y era hijo de Natividad Cerisola y Rómulo Agosti, un pintor letrista que militaba en el radicalismo. Agosti frecuentaba una biblioteca obrera socialista ubicada cerca de su casa y cursó su bachillerato en el Colegio Nacional Mariano Moreno. En 1927, a los 16 años, publicó sus primeros trabajos en la revista Claridad y se afilió al PCA, en el que permaneció toda su vida. Al año siguiente fue elegido delegado juvenil al VII Congreso del PC y en junio de 1929 fue secretario de Victorio Codovilla en la Primera Conferencia Comunista Latinoamericana que se llevó a cabo ese mes en Buenos Aires.
Cautivado por la obra de Aníbal Ponce (1898-1938) adquirió una excelente formación humanística. En 1929 ingresó en la Facultad de Filosofía y Letras de la Universidad de Buenos Aires, donde se convirtió en uno de los principales dirigentes del movimiento político estudiantil y un destacado teórico de las corrientes izquierdistas de la Reforma Universitaria.
Cuando transcurría un período ultraizquierdista del comunismo internacional fue, junto con otros estudiantes marxistas, uno de los fundadores de la agrupación política estudiantil Insurrexit, en la que se desempeñó como secretario general y donde militó también Ernesto Sabato. En esa época publicó el folleto "Crítica de la Reforma Universitaria", que había escrito por sugerencia de Aníbal Ponce. Con este último dio conferencias en la Agrupación de Intelectuales, Artistas, Periodistas y Escritores (AIAPE) y en el Colegio Libre de Estudios Superiores –entre ellas en 1933 un curso sobre Crítica de la Reforma Universitaria.

## Actividad política
Sufrió persecución por sus ideas políticas y debió exiliarse en Montevideo durante las dictaduras militares emergentes de los golpes de estado de 1930 y de 1943. Fue encarcelado en varias ocasiones; entre 1930 y 1932, durante el gobierno de José Evaristo Uriburu, de 1933 a 1937 durante la presidencia de Agustín P. Justo y durante la dictaduras militar emergente del golpe de Estado de 1943. Al regresar en 1953 durante el gobierno de Juan Domingo Perón de un viaje a la Unión Soviética y China fue detenido y recién se lo liberó al ser derrocado ese gobierno por la Revolución Libertadora. En el marco de un enfrentamiento dentro del gobierno militar entre la Marina y sectores civiles, se produjo en 1957 la Operación Cardenal en la que fueron clausurados locales del PCA y encarcelados numerosos dirigentes de ese partido, incluido Agosti, y alojados en un barco convertido en prisión flotante.
Fue candidato a concejal en 1936, integró el Comité Central del PCA en la década de 1930, fue separado y reingresó al mismo en 1963. Titular de la Comisión de Cultura desde 1963, candidato a diputado nacional en 1954, 1958 y 1983. Fue uno de los fundadores del agrupamiento de partidos políticos Encuentro Nacional de los Argentinos.
Integró la Comisión Directiva de la Sociedad Argentina de Escritores SADE de 1948 a 1950, fue uno de los fundadores de la Asociación Amigos de Aníbal Ponce y en 1982 cofundó la Asamblea Permanente por los Derechos Humanos integrando su Consejo de Presidencia y la Mesa Directiva.

## Labor periodística
Comenzó a publicar artículos y reseñas como crítico literario, oficio que era su sustento económico, en 1928, en la revista Claridad. Posteriormente lo hizo en la revista Nosotros, Flecha, Cursos y Conferencias -dirigida por Aníbal Ponce-, Ahora -de Buenos Aires-, El Sol y El Siglo -de Santiago de Chile-. En la prensa partidaria escribió en La Internacional, Soviet, Alerta! y fue director de Juventud Comunista (1928-1930), Bandera Roja (1932) por la cual fue encarcelado cinco meses, Orientación (1939), Nuestra Palabra, Nueva Era (1983-1984). Fundó las revistas culturales Expresión (1946-1947) y Nueva Gaceta en su segunda etapa (1949). Encontrándose exiliado en Montevideo colaboró con Rodolfo Ghioldi en el periódico Pueblo Argentino (1943-1945).
Fue durante años redactor del diario Crítica, donde además de otras notas escribió reseñas de libros con el seudónimo de Hugo Lamel; de este periódico fue expulsado en 1950 por su carácter de opositor a Perón, pasando a colaborador en Clarín. 

## Director deCuadernos de Cultura
De su labor cultural se recuerda especialmente su actuación al frente de la revista Cuadernos de Cultura, cuya dirección asumió a los pocos números de su lanzamiento y ejerció en los períodos 1951 a 1964 y 1967 a 1976. Desde allí Agosti promueve una renovación del universo cultural comunista y, en especial, difunde la obra de Antonio Gramsci y de otros integrantes del marxismo italiano, cuyas obras empezaban a publicarse en traducciones por la Editorial Lautaro, ligada al PCA.
Agosti tradujo las cartas de Gramsci en 1950, y sus Cuadernos de la cárcel entre 1958 y 1962. En sus ensayos de crítica cultural, en los que sigue la orientación gramsciana, Agosti procuró vincular la cultura nacional argentina del siglo XIX con la tradición comunista de su época; ejemplos de ello fueron sus trabajos Echeverría (1951), Para una política de la cultura (1956), Nación y cultura (1959) y El mito liberal (1959). 
Cuando disidentes gramscianos entre los cuales algunos habían sido sus discípulos, como Juan Carlos Portantiero y José María Aricó, entre otros, comienzan a publicar la revista Pasado y Presente con críticas al PCA, Agosti siguió la línea oficial del Partido y publicó como respuesta a los mismos el número especial de Cuadernos de Cultura titulado “Afirmación militante del marxismo-leninismo”.

## Valoración
Si bien Agosti adopta el realismo en el terreno de la cultura, nunca compartió el “realismo soviético” y se orientó hacia un “socialismo humanista”.Sin chocar abiertamente con la conducción del PCA, contribuyó a una cierta renovación doctrinaria del comunismo argentino.
Poseedor de una prosa pulcra y cuidada, fue galardonado en 1978 con el Premio Aníbal Ponce y en 1983 con el Gran Premio de Honor de la SADE. 
Falleció en Buenos Aires el 29 de julio de 1984. Estuvo casado con Sofía Babitzky, con quien tuvo dos hijas y posteriormente con Alicia García.

## Obras
- El hombre prisionero (1938)
- Emilio Zola (1941)
- Cuaderno de bitácora (1942)
- Literatura francesa (1944)
- Defensa del realismo (Montevideo, 1945)
- Ingenieros, ciudadano de la juventud (Buenos Aires, 1945)
- Pasado y presente de la Reforma Universitaria (1947)
- Echeverría (1951)
- Para una política de la cultura (1956)
- El mito liberal (1959)
- Nación y Cultura (1959)
- Tántalo recobrado (1964)
- La milicia literaria (1969)
- La revolución que propiciamos (1969)
- Perón y la Segunda Guerra Mundial (1970)
- Aníbal Ponce. Memoria y presencia (1974)
- Las condiciones del realismo (1975)
- Prosa política (1975)
- Ideología y cultura (1978)
- El camino que lleve a la unión (1981)
- Cantar opinando (1982)
- Mirar hacia delante (1983)
- Los infortunios de la realidad. En torno a la correspondencia con Enrique Amorin (sin fecha)